# El Cenizo
El Cenizo è una città della contea di Webb nel Texas, negli Stati Uniti . La popolazione era di 3 273 abitanti al censimento del 2010. El Cenizo è la terza città più grande della contea di Webb. Si trova a circa 20 miglia a sud del capoluogo di contea di Laredo.

## Geografia fisica
Secondo l'Ufficio del censimento degli Stati Uniti, ha una superficie totale di 0,53 mi² (1,37 km²).

## Storia
Per molti anni El Cenizo era una semplice colonia povera. La città è stata incorporata nel 1989.
Nel 1999 e di nuovo nel maggio 2006, El Cenizo ha attirato l'attenzione nazionale quando è stato ampiamente riportato che la città aveva lo spagnolo come lingua ufficiale. In un'intervista su una rete di notizie via cavo nazionale tenuta il 23 maggio 2006, il suo sindaco ha difeso la decisione, ma ha affermato che gli affari ufficiali sono ora condotti sia in inglese che in spagnolo. Ha anche affermato che, pur sostenendo l'inglese come lingua comune e unificante degli Stati Uniti, riteneva che qualsiasi tentativo di rendere l'inglese la lingua nazionale "ufficiale" avrebbe avuto un effetto discriminatorio nei confronti dei programmi bilingue.
Il 12 maggio 2017, in seguito all'approvazione dell'SB4, un disegno di legge della legislatura del Texas inteso a reprimere le città santuario, El Cenizo ha intentato una causa sostenendo che il disegno di legge impone illegalmente ai funzionari locali di far rispettare la legge federale sull'immigrazione. Il 7 giugno 2017, la causa di El Cenizo è stata consolidata con cause intentate da città molto più grandi tra cui San Antonio, Austin e Dallas, con El Cenizo che aveva un ruolo di primo piano.

## Società

### Evoluzione demografica
Secondo il censimento del 2010, la popolazione era di 3 273 abitanti.